# Cadetten-voetbalvereeniging Velocitas
Il Cadetten voetbalvereniging Velocitas (In italiano "Allievi calcio Velocitas"), noto anche come "CCV Velocitas" o "Velocitas Breda" era un club calcistico olandese con sede nella città di Breda. Il club fu fondato il 1º aprile 1895 a Breda dai cadetti della Koninklijke Militaire Academie (KMA) e si è sciolto nel 1932. Disputava le partite casalinghe al Wilhelminapark di Breda, campo dedicato alla regina dei Paesi Bassi Gugliemina di Orange-Nassau.

## Storia
Il Velocitas Breda fu fondato il 1 aprile 1895 dai cadetti militari della Koninklijke Militaire Academie, accademia che si occupa della formazione dell'esercito e dell'aeronautica militare dei Paesi Bassi.
Il più grande successo della squadra è stato la conquista della kNVB beker nella stagione 1899-1900 all'epoca Holdertbeker (la coppa che a seguito verrà sostituita da quella KNVB). Nella stagione 1903-1904 il club ha raggiunto il terzo posto nella competizione. La squadra fornì diversi giocatori alla prima Nazionale Olandese: Ben Stom, Guus Lutjens e Eddy de Neve.

## Palmarès
- Coppa dei Paesi Bassi: 1

1899-1900
- Zilveren Bal: 1904